# Södermanlands runinskrifter 139
Runinskrift Sö 139 är en runsten som står jämte Sö 140 utmed vägen mellan Lid och Aspa i Ludgo socken. Båda stenarna är placerade i södra vägkanten nere i en dalsänka och intill bäcken vid Korpabro.

## Stenen
Runsten Sö 139 förmedlar ett kristet budskap och i motsats till torsstenen Sö 140 som står strax intill, vädjar den om Kristus beskydd och frälsning av själen efter döden. Ornamentiken uppvisar en profilerad ormslinga som i basen är låst med ett iriskt koppel. Inom runslingans rundel är ett enkelt kristet kors.
Enl. excerpt omplacerades stenen till sitt nuvarande lägei början av 1970-talet.

## Se även

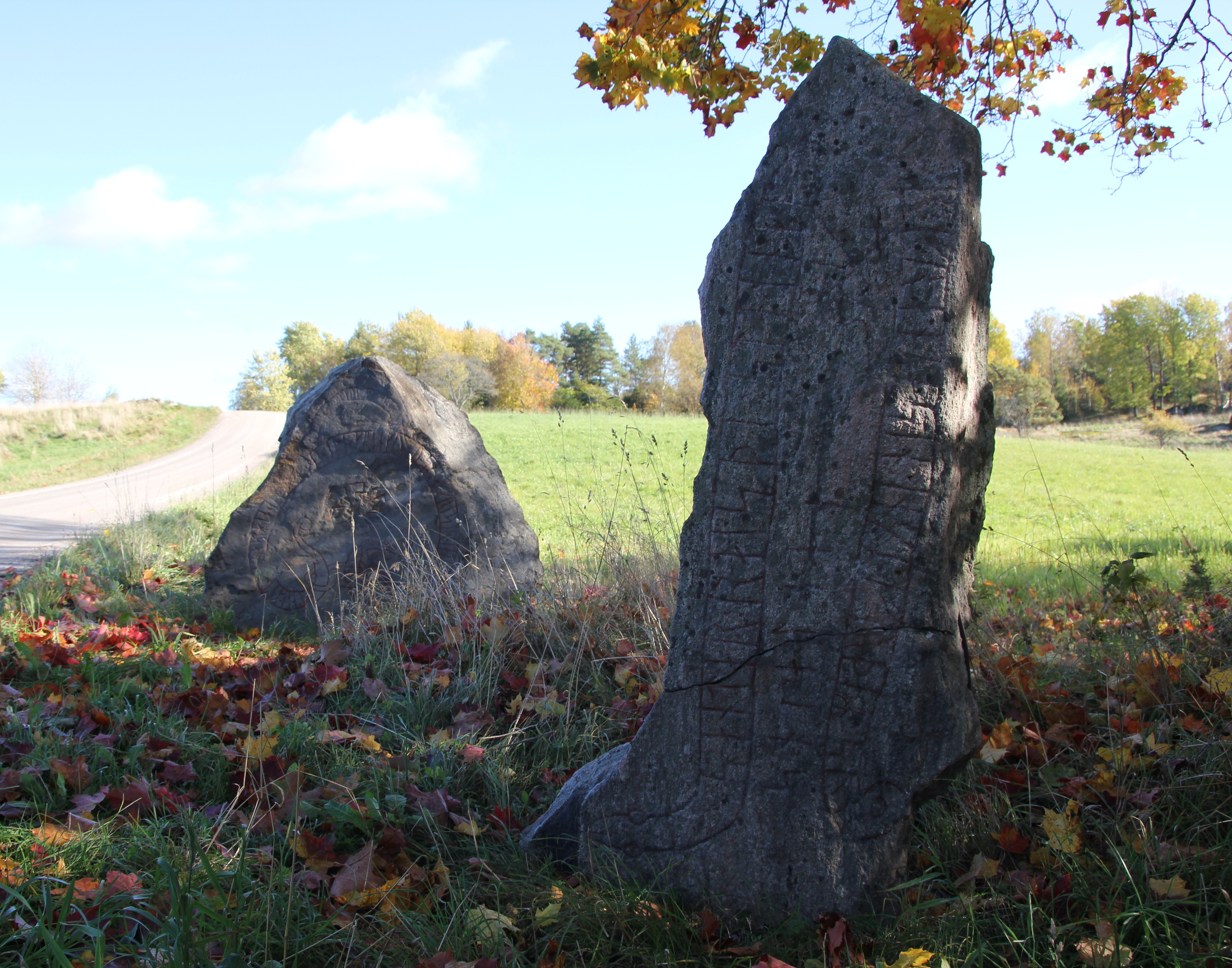
De två stenarna vid Korpabro.

## Inskriften
Translitterering av runraden:
stain : lit × raisa stain × þ... ... × esiþi × frinkunu × sina × kristr : liti : anta + ...(a)ʀ : kunuʀ koþraʀ k-...-...-- · [a](u)k : fiþr [·] þiʀ + ristu × ru
Normalisering till runsvenska:
Stæinn let ræisa stæin þ[annsi at](?) Æshæiði, frændkunu sina. Kristr letti anda [henn]aʀ(?), kunuʀ goðraʀ. ... ok Fiðr þæiʀ ristu runaʀ.
Översättning till nusvenska:
Sten lät resa denna sten efter Äshed, sin fränka. Kristus give lättnad åt hennes själ, en kvinna god... och Finn de ristade runorna.